# برهنگی در فیلم

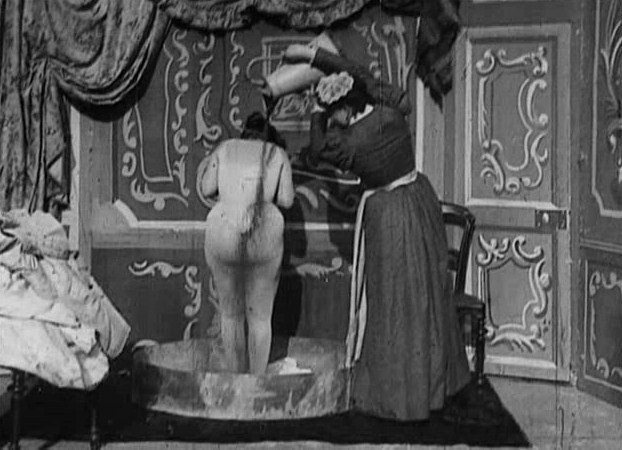
صحنه‌ای از فیلم پس از مهمانی رقص محصول سال ۱۸۹۷. این فیلم از قدیمی‌ترین فیلم‌های شناخته شده‌است که در آن انسان برهنه نمایش داده می‌شود.

برهنگی در فیلم به عریان شدن یا پوشیدن لباسی که در فرهنگ عامه، عریان خوانده می‌شود، در فیلم‌های سینمایی گفته می‌شود. (ممکن است آنچه در فرهنگ عامه عریان خوانده می‌شود، کم لباس پوشیدن باشد.)

## فیلم‌های اولیه: دوره فیلم‌های صامت

برهنگی در فیلم هکسان

نخستین فیلم‌هایی که شامل برهنگی می‌شدند، فیلم‌های اروتیک اولیه بودند. تولید چنین فیلم‌هایی تقریباً بعد از اختراع سینما آغاز شد. اولین فیلمی که در ان صحنه برهنه شبیه‌سازی شده بود، پس از مهمانی رقص سال ۱۸۹۷ و به کارگردانی ژرژ ملیس است که در آن، همسر آینده کارگردان زیرپوش تنگی می‌پوشد تا برهنگی را شبیه‌سازی کند. دو تن از پیشگامان چنین آثار اروتیکی، اوژن پیرو و آلبرت کیرشنر بودند. کیرشنر چنین فیلم‌هایی را برای پیرو کارگردانی می‌کرد. در فیلم ۷ دقیقه‌ای مخمصه داماد محصول سال ۱۸۹۹، لویی ویلی در دستشویی عریان می‌شود. دیگر فیلم سازان فرانسوی نیز به این نتیجه رسیدند که چنین فیلم‌هایی می‌توانند سودآور باشند.
در اتریش، یوهان شوارزر به دنبال این بود که سلطه فیلم‌های اروتیک فرانسوی را بشکند. او شرکت سترن-فیلم را تأسیس کرد و بین سال‌های ۱۹۰۶ تا ۱۹۱۱، ۵۲فیلم اروتیک ساخت که در تمام آن‌ها زنان جوان کاملاً عریان می‌شدند. این فیلم‌ها شب‌ها در سالن‌های سینمای مردانه نمایش داده می‌شدند و تحت عنوان آثار اروتیک و هنری از آن‌ها یاد می‌شد؛ ولی در سال ۱۹۱۱ مسئولان سانسور، شرکت سترن را منحل و فیلم‌هایش را نابود کردند. درهرحال کپی نیمی از این آثار دست افراد بود. آرشیو فیلم اتریش ۴ مورد از کارهای شوارزر را در سایت گنجینه‌های فیلم اروپا دارد: حمام شن (۱۹۰۶)، ممنوعیت حمام (۱۹۰۶)، خدمتکار تنها (۱۹۰۸) و عکاس (۱۹۰۸).
در سال ۱۹۱۱، کارگردانی ایتالیایی، فرانسسکو برتولینی، فیلم جهنم دانته را ساخت که تقریباً اقتباسی از شعر حماسی دانته به اسم کمدی الهی بود. در تصویرسازی ارواح جهنم، دائماً مردان و زنان عریان نشان داده می‌شوند (ازجمله صحنه‌هایی از برهنگی جلوی نقش اول مرد). شرکت آمریکایی فاکس فیلم نیز در سال ۱۹۲۴ فیلمی با همین عنوان ساخت که شامل گروه‌های برهنه و صحنه‌های شلاق زنی می‌شد.
گفته می‌شود فیلم صامت الهام محصول سال ۱۹۱۵، نخستین فیلم آمریکایی است که در آن بازیگر اصلی عریان می‌شود. در این فیلم یک مدل هنری با بازی آدری مانسون سر کار برهنه می‌شود. مانسون دوباره در یک نقش مشابه در فیلم خلوص محصول سال ۱۹۱۶ عریان شد. نکته این که وجود داشت این بود که نیازی نبود مانسون حرکت کند و تنها پشت و سینه‌هایش نشان داده می‌شدند. ستاره شنای استرالیایی، آنت کلرمن در یک نقش فعال در فیلم دختر خدایان محصول سال ۱۹۱۶ کاملاً عریان شد. در این اثر، اگرچه فیلمبرداری از جلو انجام شده ولی بیشتر قسمت‌های بدن کلرمن با موهای بلندش پوشیده شده‌است. تا پیش از سال ۱۹۱۲ کلرمن در چندین فیلم گمشده ظاهر شده بود ولی مشخص نیست در آن‌ها نیز عریان شده بود یا نه. تصور می‌شد چند فیلم او از سال ۱۹۱۰ گم شده‌اند ولی آن‌ها را در استرالیا پیدا کردند.
در اوایل دوره فیلم‌های صامت و فیلم‌های صدادار شامل صحنه‌های برهنه می‌شدند و زنان عریان را در بافت‌های تاریخی یا مذهبی نشان می‌دادند. یکی از آن‌ها نفاق (۱۹۱۵) به کارگردانی لوییس وبر بود که در آن، مارگارت ادواردز در نقش شبح عریان ظاهر می‌شد. صحنه‌های مربوط به او با استفاده از دنباله‌های نوردهی دوگانه ساخته شده بود که به او حالتی شبح وار می‌بخشید. در سال ۱۹۱۷، فاکس فیلم پرخرج کلئوپاترا را ساخت که در آن، ثیدا بارا چندین لباس باز پوشید. گوردون گریفیت در فیلم تارزان فرزند گوریل‌ها (۱۹۱۸)، به‌صورت عریان نقش کودکی تارزان را بازی کرد. او اولین کودکی بود که برهنه در فیلم‌ها ظاهر شد. نیل شیپمن در فیلم کانادایی بازگشت به کشور خدا (۱۹۱۹) برهنه شد. فاکس در سال ۱۹۲۱ فیلم ملکه سبا را با بازی بتی بلایت ساخت. بلایت ۲۸ لباس شفاف مختلف پوشید ولی در فیلم عریان به نظر می‌رسد. بعلاوه در فیلم یتیمان طوفان (۱۹۲۱، دقیقه ۴۳) به کارگردانی دی. دابلیو گریفیت در لحظه کوتاهی با استفاده از برهنگی، فساد اخلاقی اشراف فرانسوی نشان داده می‌شود.
دخترت در امان است (۱۹۲۷) یکی از اولین فیلم‌های استثماری است که برهنگی دارد. این فیلم با تلفیق مستندهای پزشکی و صحنه‌های برهنگی مربوط به ده ۱۹۰۰، سعی دارد خطرات بیماری‌های آمیزشی، برده داری سفیدپوستان و فحشا را نشان دهد. در فیلم هولا (۱۹۲۷) نیز کلارا بو در یک صحنه، در حمام برهنه می‌شود.
موضوعات کوتاه استثماری (۳ تا ۱۵ دقیقه) با صحنه‌های کمدی و برهنگی نیز در دوره فیلم‌های صامت تولید شدند. چند مورد هنوز هم در دسترس هستند؛ ازجمله دختران ممنوعه (۱۳ دقیقه، ۱۹۲۷) به کارگردانی عکاس برجسته آلبرت آرتور الن، دختر فیلم نامه هالیوود (۳ دقیقه، ۱۹۲۸) و عمو سی و آژیرها (۸ دقیقه، ۱۹۲۸). این فیلم‌ها پیشگامان آثار کمدی «برهنه» بودند که در اواخر دهه ۱۹۵۰ تولید شدند. سال‌ها بعد زمانی که کد هیز ایجاد شد، این فیلم‌ها به شدت مستهجن درنظر گرفته شدند و اکثراً گم شده‌اند.
در فرانسه در دهه ۱۹۲۰، ژوزفین بیکر بدون لباس در فیلم‌های کوتاه می‌رقصید. در سال ۱۹۲۲ فیلم صامت و ترسناک سوئدی/دانمارکی هکسان شامل صحنه‌های برهنگی، شکنجه و انحراف جنسی می‌شد. نمایش آن در آمریکا ممنوع شد و پیش از اکران در دیگر کشورها، باید آن را ویراست می‌کردند. در فیلم روسیه ای مردی با دوربین فیلمبرداری محصول سال ۱۹۲۹ و به کارگردانی ژیگا ورتوف، برهنگی در بافت برهنه گرایی وجود دارد و شامل زایمان طبیعی می‌شود.